# Allium delicatulum
Allium delicatulum — вид рослин з родини амарилісових (Amaryllidaceae); поширений у центральній Азії та півдні європейської частини Росії.

## Опис
Цибулина поодинока, яйцювато-куляста, діаметром 0.8–1.5 см, іноді з жовтувато-білими гладкими цибулинками; оболонка від сірої до майже чорної. Листків 2 або 3, коротші від стеблини, 0.5–1.5 мм завширшки, півциліндричні, зверху жолобчасті, гладкі, рідко шершаво-зубчасті. Стеблина 15–25 см, циліндрична, вкрита листовими піхвами на 1/3–1/2 довжини. Зонтик від мало до багатоквіткових. Оцвітина від білої до червоної; сегменти з пурпурно-червоною серединною жилкою, від ланцетних до яйцювато-ланцетних, рівні, (3)4–6 × 1.5–2 мм, верхівка від тупої до майже гострої, внутрішні дещо ширші, ніж зовнішні. Період цвітіння й плодоношення: червень — липень.

## Поширення
Поширення: Казахстан, Китай — північний Сіньцзян, Росія — західний Сибір і південь європейської частини.
Населяє пасовища, сухі схили, пустелі, піски та солоні місця.